# Anexo Penitenciario Capitán Yáber
El Anexo Penitenciario Capitán Yáber es un recinto penal ubicado en avenida Pedro Montt 1853, comuna de Santiago, Región Metropolitana de Chile. Confina a reos de alta connotación pública cuyos delitos no sean considerados violentos.

## Historia
Antes de habilitarse como prisión sus dependencias sirvieron por dos décadas a la Escuela de Gendarmería de Chile.
En 1950 se inaugura la cárcel para la «Sección de Ebrios y Alcoholistas», dependiente del Servicio de Prisiones. Hasta ese lugar eran trasladados los imputados por ebriedad.
En 1974 se implementó la sección de detención para conductores que provocaban accidentes de tránsito. Este lugar fue concebido por el alcaide Arturo Salinas Andrade, quien lo bautizó en homenaje al capitán (alcaide primero) de Curicó Pedro Yáber, fallecido el 17 de enero de 1970 en un accidente automovilístico, camino a San Javier.
Actualmente esta cárcel depende de la Unidad Especial de Alta Seguridad de Gendarmería (CAS).

## Características
El recinto es custodiado por cinco gendarmes. Posee una capacidad máxima de 15 individuos, y cada celda —cuya superficie bordea los 4 metros cuadrados— alberga un camarote o litera para dos personas. No hay ventanas, por lo que toda luz es artificial. Cuenta con un solo baño común, cuya higiene está a cargo de los propios reclusos. A pesar de encontrarse aislado de otro tipo de población penal, no ofrece mayores comodidades o privilegios que un aparato de televisión, gimnasio, pequeña biblioteca y cocina comunes, mesa de billar (actualmente retirada) y dos salas para visitas.

## Relevancia
Adquirió especial revuelo público en marzo de 2015, tras albergar en régimen de prisión preventiva a los imputados por el escándalo financiero y político denominado caso Penta o «Pentagate». También ha sido morada de Juan Pablo Alcalde (protagonista del escándalo financiero de La Polar), Luis Ajenjo (procesado por el caso EFE), Guillermo Arenas (caso de fraude al fisco en el Registro Civil), Jorge Tocornal (exejecutivo bancario, condenado por abusos sexuales reiterados contra su hijo mayor; obtuvo libertad condicional en 2016), Luis Miguel Casado (condenado por estafa), Rafael Garay (condenado por estafas reiteradas; obtuvo libertad condicional en 2020), Jaime Orpis (condenado por seis delitos de fraude al fisco y dos delitos de cohecho; obtuvo libertad condicional en mayo de 2023), Raúl Torrealba (por fraude al fisco e infracciones tributarias mientras fue alcalde de Vitacura, cuya medida cautelar de prisión preventiva fue revocada en 2024 tras pago de fianza) Daniel Jadue (por fraude al fisco, estafa y cohecho mientras fue alcalde de Recoleta) y Luis Hermosilla (en régimen de prisión preventiva por el llamado «Caso audios», que involucró delitos tributarios, soborno y lavado de activos).